# Фишер, Эрнст Отто
Эрнст Отто́ Фи́шер (нем. Ernst Otto Fischer; 10 ноября 1918, Сольн, близ Мюнхена — 23 июля 2007, Мюнхен) – немецкий химик.
В 1952 году установил структуру ферроцена, открытого годом ранее, а также синтезировал через несколько лет после этого дибензолхром. В 1960-х годах он открыл общий метод получения стабильных металлокарбеновых комплексов, в которых присутствует двойная связь углерод-металл, названных впоследствии в его честь «карбенами Фишера». В 1970-х он синтезировал первые металлкарбиновые комплексы с тройной связью между углеродом и переходным металлом.
Э. О. Фишер являлся обладателем многочисленных наград, а также был членом многих научных академий. В 1973 году, вместе с Джеффри Уилкинсоном, он получил Нобелевскую премию по химии за «новаторские, независимо друг от друга проведённые работы по химии органометаллических сэндвичевых соединений».
Заняв место Вальтера Хибера, Фишер в течение 21 года являлся заведующим кафедрой неорганической химии в Мюнхенском техническом университете. Многие последующие заведующие кафедрами и химики-технологи были выходцами «школы Фишера» - его научной среды.

## Биография
Эрнст Отто Фишер был третьим ребёнком в семье Карла Тобиаса Фишера, профессора физики Мюнхенской технической высшей школы, и Валентины Фишер (урождённая Данцер). В 1937 году он окончил Мюнхенскую гимназию Терезы. После этого проходил военную службу, и во времена Второй мировой войны (с 1939 по 1944 годы) служил офицером в Польше, Франции и России. Во время учебных каникул в зимнем семестре 1941/42 года, воодушевлённый лекциями Вальтера Хибера по неорганической химии, Фишер начал изучать химию в Мюнхенской технической высшей школе (теперь Мюнхенский технический университет, TUM) вместо истории искусства, как было запланировано. Будучи раненым на войне в России, он был выпущен из американского плена после окончания войны осенью 1945 года. После того, как он вместе со своими однокурсниками восстановил разрушенный в ходе войны институт на Аркисштрасе, Фишер продолжил свою учёбу..
В 1949 году он получил диплом с отличием и стал научным сотрудником у Вальтера Хибера. В 1952 он защитил кандидатскую диссертацию по неорганической химии под руководством Хибера по теме «О механизме реакции оксида углерода с солями никеля(II) и кобальта(II) в присутствии дитионит- и сульфоксилат-ионов». К тому времени как в начале 1952 года он обратил внимание на статью в журнале Nature об открытии ферроцена, а затем стал успешным учёным, благодаря своим публикациям по этой теме, он уже получил предложение о работе в большой химической компании. Двумя годами позднее он защитил докторскую диссертацию по теме «Соединения металлов с циклопентадиеном и инденом» в Мюнхенском техническом университете, где в следующем году получил должность приват-доцента. В 1956 году уехал на несколько месяцев в командировку в США.

### Педагогическая деятельность
В 1957 Фишер был назначен экстраординарным профессором в Мюнхенском университете имени Людвига и Максимилиана (LMU). После отклонения приглашения в Йенский университет имени Фридриха Шиллера, Фишер становится ординарным профессором LMU в 1959 году, в качестве преемника Франца Хайна. В следующем году он отклонил приглашение стать профессором неорганической химии в университете Марбурга, и вместо этого унаследовал в 1964 году от своего учителя, Вальтера Хибера, место заведующего кафедрой неорганической химии в Мюнхенской технической высшей школе. Эту должность Фишер занимал вплоть до своего ухода на пенсию в 1985 году. В качестве преемника был приглашён Вольфганг А. Херманн (университет Франкфурта-на-Майне), который с 1995 по 2019 гг также являлся президентом Мюнхенского технического университета. В 1969 году Фишер был лектором в университете Висконсина, в 1971 – приглашённым профессором в университете Флориды в Гейнсвилле, а также первым лектором по неорганической химии в секции западного побережья Тихого океана Американского химического общества. В 1973 году был приглашённым профессором в MIT, а также в университете Рочестера.

### Общественная деятельность и взгляды
Фишер был сооснователем (1964) и в течение нескольких десятилетий региональным редактором авторитетного международного научного журнала «Journal of Organometallic Chemistry». Он долгое время занимал должности в главном комитете и сенате Немецкого научно-исследовательского общества (DFG), Немецкой службе академических обменов (DAAD); был одним из кураторов Немецкого музея в Мюнхене. Так как Фишер был гуманистом и помнил времена национализма, он выступал не только против контроля исследований, но также и против политических крайностей. При этом зачастую выделялся его боевой и импульсивный характер. Так, во времена студенческих беспорядков в 1968 году, в лекции по гидридам металлов, он цитировал «Изгнание бесов» из книги «Mein Kampf», а также ссылался на «Цитаты Мао Цзэдуна». Фишер умолял студентов сконцентрироваться только на науке в качестве «духовного вызова» и решительно противопоставлял себя экстремистски настроенным студентам. В лекциях он делал ставку не только на наглядные эксперименты, но и искал связи с историей культуры и литературы, потому что воспринимал химию как таковую в качестве культурного достижения.
Химия была для Фишера делом всей жизни. Он предъявлял высокие требования к своим ученикам, по его мнению они не должны были ни курить, ни жениться. Фишер долгое время и сам был холостяком, и женился на Траудль Хаас только после выхода на пенсию. Однако он знал, как воодушевить своих учеников, поэтому поддерживал тесные связи с ними и относился с ним как к своей семье. Так, у Фишера был дом в Лойташе (коммуна в Австрии), куда он частенько приглашал своих коллег кататься на лыжах. Вплоть до его смерти, Фишер был самым возрастным живущим на тот момент немецким лауреатом Нобелевской премии. Он был похоронен 26 июля 2007 года на кладбище в Золльне в родовом захоронении рядом со своими родителями.

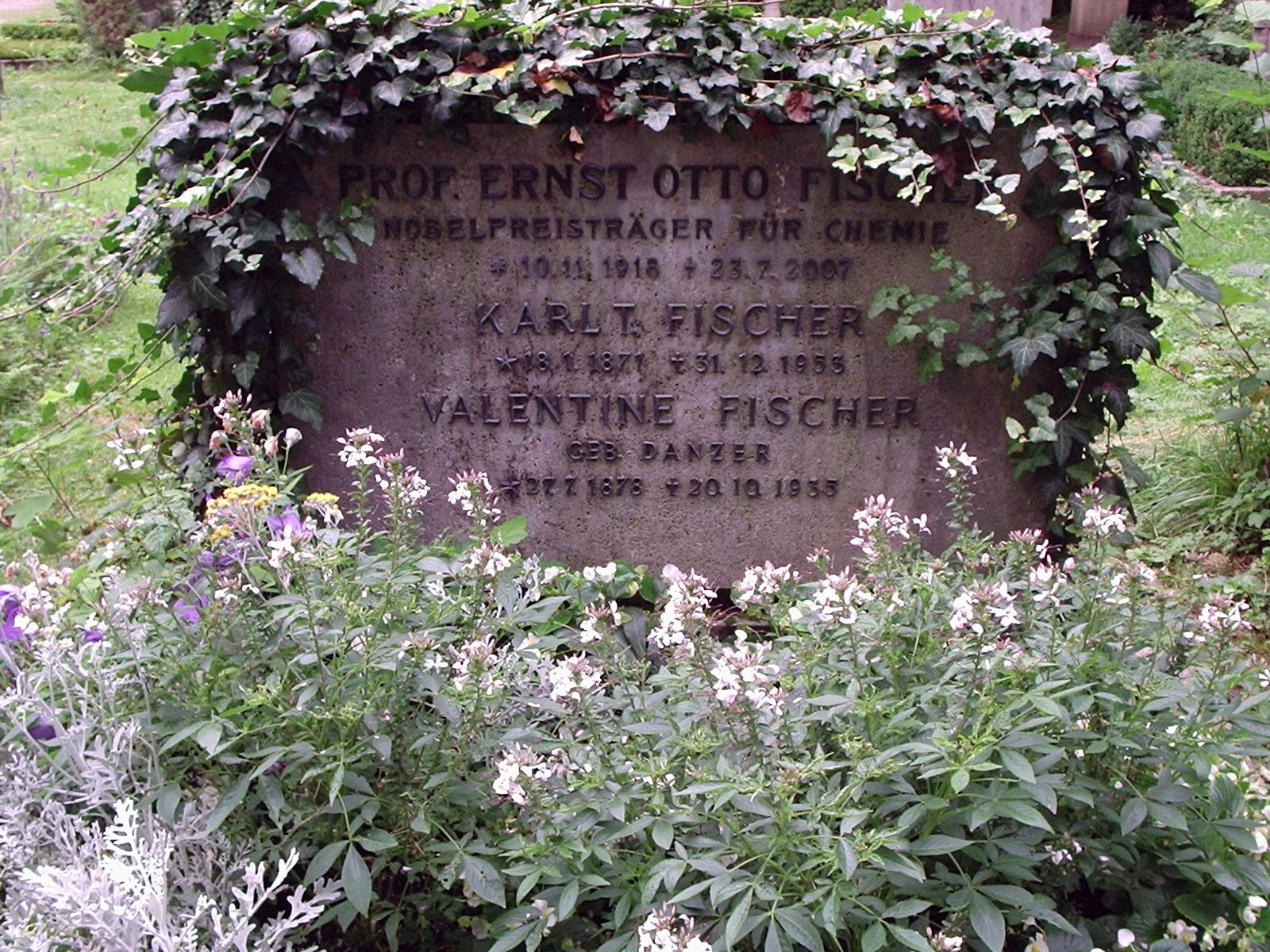
Могила Эрнста Отто Фишера

## Научные исследования
Фишер определил структуру ферроцена, синтезировал дибензолхром из бензола и CrCl3 в присутствии AlCl3 (1955), разработал общий метод синтеза ареновых (содержащих ароматическое ядро) производных переходных металлов, впервые получил аренкарбонильные, аренциклопентадиенильные и др. смешанные π-комплексы переходных металлов. Было показано, что эти соединения при нагревании разлагаются с образованием «металлического зеркала», что может быть использовано для получения сверхчистых металлов. Фишер впервые синтезировал ряд металлорганических соединений технеция и трансурановых элементов, получил устойчивые карбеновые комплексы переходных металлов (1964), а позднее их карбиновые комплексы (1973).
За весь период академической работы Фишер руководил в своей научной группе более 200 дипломными работами, кандидатскими и докторскими диссертациями. Многие его выпускники приглашались на академические должности или достигали высоких руководящих позиций в химической индустрии. Среди них были Хенри Бруннер, Карл Хайнц Дётц, Александр Филлиппоу, Макс Херберхольд, Герхард Е. Херберих, Готтфрид Хуттнер, Корнелиус Герхард Крайтер, Йорн Мюллер, Ульрих Шуберт, Арнд Фоглер, Хельмут Вернер в качестве кандидатов наук, Дитмар Сейферт и Роберт Анджелици – докторов наук, а также дипломник Вольфганг А. Херманн, его будущий преемник по должности заведующего кафедрой неорганической химии в Техническом университете Мюнхена. «Школа Фишера» - это выдающийся пример «академического школообразования», то есть формирования обширных научных групп, что является одной из основных задач университетов. Около 450 статей по металлорганическим соединениям были опубликованы Фишером за период его научной активности, из которых более 200 – по комплексам металлов с ароматическими органическими соединениями. Фишер вместе со своими коллегами сосредоточился на постоянном открытии всё новых металлорганических соединений. Однако Фишер интересовался лишь фундаментальными исследованиями, практическое применение результатов его работ он важным не считал.

### Сэндвичевые соединения

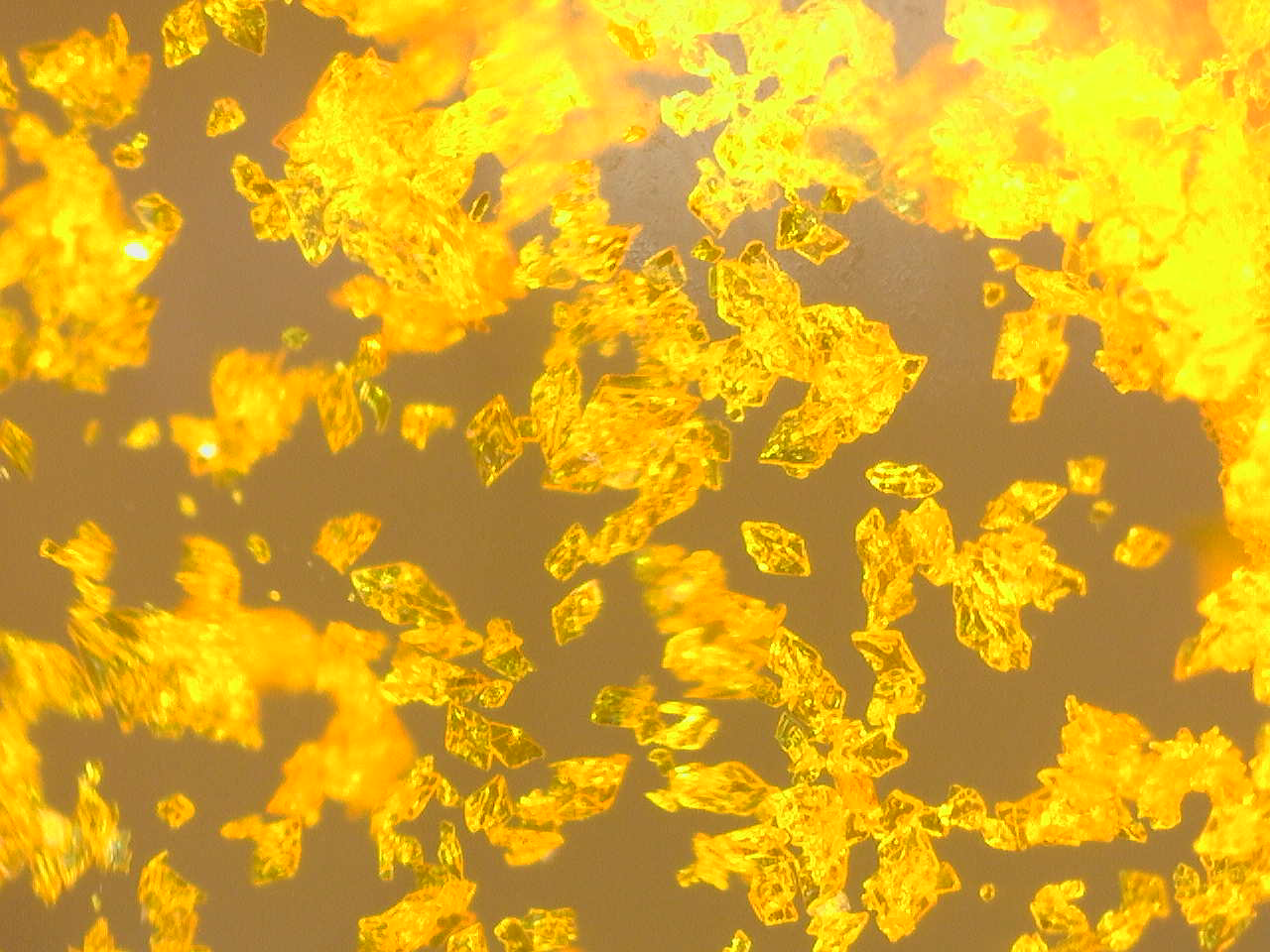
Микрофотография кристаллов ферроцена

До открытия Фишера химия комплексов металлов с углеводородами играла лишь второстепенную роль. Публикации о металлорганических веществах до этого времени состояли преимущественно из работ по алкильным соединениям с непереходными металлами, такими как какодил или комплексы Гриньяра, а также работ по соединениям монооксида углерода с переходными металлами, т.е. карбонилам металлов. Несмотря на то, что координационные комплексы, такие как соль Цейзе, были уже давно известны, работы Фишера стали ключевым моментом в формировании современной металлоорганической химии – сегодня более 80% металлоорганических комплексов напоминают ферроцен, также являясь циклопентадиенильными комплексами.
Первая новаторская исследовательская работа Фишера заключалась в определении структуры ферроцена, на статью об открытии которого в журнале Nature ему указал его отец. Ферроцен, как соединение, очень устойчивое химически и термически, был открыт независимо друг от друга и описан двумя исследовательскими группами в 1951 году (Томас Дж. Кили и Петер Л. Поусон из университета Дюкейн, а также Сэмьюэл А. Миллер, Джон А. Тэббот и Джон Ф. Тремэйн из «Британской кислородной компании», BOC). Сразу после открытия, в 1952 году, Джеффри Уилкинсон и Роберт Б. Вудворт из Гарвардского университета, на основании данных инфракрасной спектроскопии (только одно C-H колебание, то есть только один тип связи углерод-водород в циклопентадиенильном кольце) и обнаруженном диамагнетизме, впервые предложили для данного соединения не имевшую на тот момент аналогов «сэндвичевую» структуру. Фишер серьёзно сомневался в предложенной самими первооткрывателями структуре с одинарной связью между атомами железа и углерода. С помощью рентгеноструктурного анализа Фишер, совместно с Вольфгангом Пфабом (позднее работавшим в BASF) в Мюнхене, смог подтвердить сэндвичевую структуру ферроцена в 1952 году; независимо от них аналогичную работу в 1952 году провели Филипп Франк Айланд и Рэй Репински в Университете штата Пенсильвания.
Эта новая «сэндвичевая» структура оказалась настолько революционной, что объяснить как структуру, так и стабильность ферроцена в одной модели удалось только после дальнейшего развития теории молекулярных орбиталей. В течение следующих нескольких лет в обеих научных группах – Эрнста Отто Фишера в Мюнхене и Джеффри Уилкинсона в Гарварде – с огромной скоростью была синтезирована дюжина новых бисциклопентадиенильных комплексов других переходных металлов, а также их производные. Позже по исследованиям в области металлорганической химии Фишер вместе со своими учениками «жёстко, иногда даже ожесточённо» конкурировал с Джеффри Уилкинсоном и его научной группой. С открытием кобальтоцена и никелоцена Фишер представил миру металлоцены соседних с железом элементов. Начиная с 1954 года началось открытие так называемых «полусэндвичевых» комплексов.

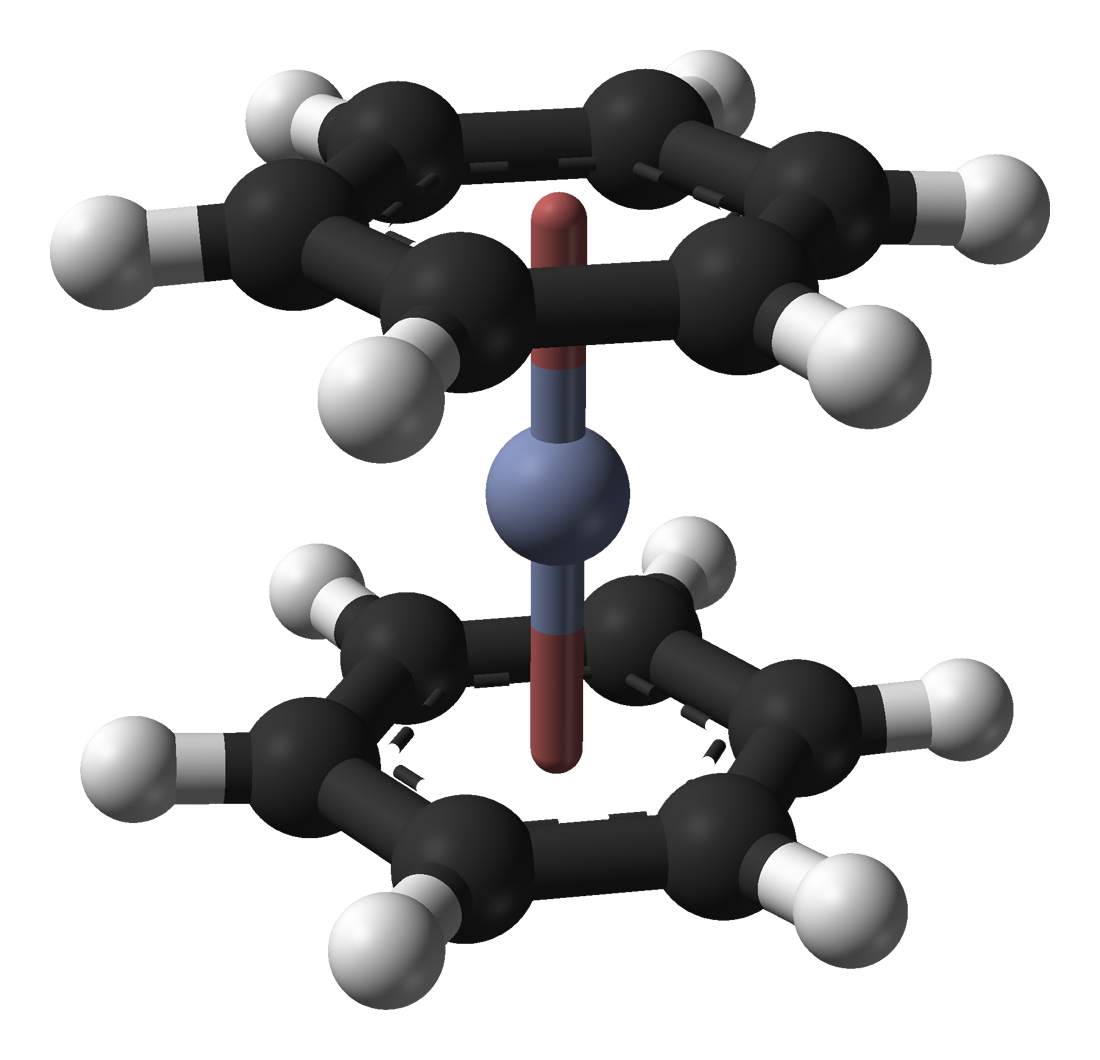
Дибензолхром

Основу для будущей Нобелевской премии Фишер заложил в 1955 году вместе со своим аспирантом Вальтером Хафнером и Эрвином Вайссом с помощью синтеза и определения структуры дибензолхрома – вещества, существование которого Фишер постулировал только лишь из теоретических предположений. С помощью этого соединения, в котором два формально нейтральных бензольных кольца связаны с незаряженным атомом хрома, Фишеру удалось доказать, что в сэндвичевых соединениях присутствует новый для металлоорганической химии тип связи.
В 1973 году Фишер совместно с Джеффри Уилкинсоном (Имперский колледж Лондона) получил Нобелевскую премию по химии «за их независимо друг от друга проведённые пионерские работы в области химии так называемых металлорганических сэндвичевых соединений».
«Это самая важная часть работы Фишера и Уилкинсона: открытие нового сэндвичевого соединения. Они не были теми, кто синтезировал первый «сэндвич», однако им впервые удалось понять необычную природу этого соединения и её концептуальное значение». – Шведская королевская академия наук: пресс-релиз: Нобелевская премия по химии в 1973 году.
В речи при вручении Нобелевской премии Ингвар Линдквист сказал Фишеру по-немецки дополнительно следующие слова:
«Открытия абсолютно новых принципов связей и структур всегда были значимыми моментами в истории химии. Вы внесли выдающийся вклад в одно из таких открытий. Я передаю Вам наилучшие пожелания от Шведской королевской академии наук.» - Ингвар Линдквист: речь на церемонии вручения.
Новаторская работа Эрнста Отто Фишера и его коллег коренным образом поменяла картину химической связи. Его исследовательские работы по химии связи металл-углерод в её многочисленных вариантах вызвали большой интерес, вследствие чего металлорганическая химия распространилась практически по всем исследовательским лабораториям мира. Сэндвичевые соединения имели большое значение для практического применения, однако Фишера это не очень волновало; он концентрировался на фундаментальных исследованиях. Его последователям Вальтеру Хафнеру и Райнхардту Жира в конце 1950-х годов удалось совершить огромный скачок во внедрении металлорганических соединений в производственный процесс с помощью разработки так называемого Вакер-процесса. Это обусловило резкий скачок в развитии металлорганической химии в 1950-х годах, проявившийся в работах Карла Циглера и др.

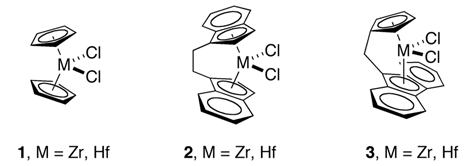
Типы металлоценов, использующихся как катализаторы в реакциях полимеризации

Сегодня, важнейшее практическое применение сэндвичевых комплексов и их производных состоит в их использовании в качестве катализаторов полимеризации при производстве полиолефинов. В 1980 году Хансйорг Зинн и Вальтер Камински разработали каталитическую полимеризацию этилена и пропилена с использованием так называемых катализаторов Камински – смеси металлоцендигалогенидов (тип 1) с метилалюминоксаном (MAO), которые показывают очень высокую продуктивность. Анса-металлоцены типа 2 используются для изотактического упорядочивания мономеров в полипропилене. Магнецен и бис-циклопентадиенильные соединения кальция и стронция могут быть применены как катализаторы полимеризации, например, для метилметакрилата (ММА).

### Металлкарбен- и -карбиновые комплексы (карбены Фишера)
Наряду с исследованием сэндвичевых комплексов, Фишер также выполнял новаторскую работу в других областях металлорганической химии. Карбены с общей формулой CX2 – то есть включающие в себя двухвалентный углерод, были известны в органической химии как высокореактивные, короткоживущие вещества, часто представляемые только в качестве переходного состояния. Только в 1960-х годах карбены были охарактеризованы, а также их существование было подтверждено спектроскопически.
Тем удивительнее было то, что Фишер в 1964 году совместно с Альфредом Маасбёлем описал синтез первого стабильного представителя до сих пор неизвестного класса соединений – металлокарбенов, то есть металлокомплекса с двойной связью металл-углерод. Представителей этого класса соединений, открытого Фишером, называют сегодня в его честь «карбенами Фишера». Они развились до ценных строительных блоков для органического синтеза и используются, например, в реакции Дётца.
Многие новые металлокомплексы из этого класса были синтезированы после открытия Фишера. Сам Фишер опубликовал более 50 работ по этой теме за период между 1964 и 1973 годом; другие научные группы, например, Ричарда Ройса Шрока, Майкла Лапперта и Джозефа Чатта подхватили эту тему. В 1975 году Шрок открыл карбеновые комплексы ниобия и тантала, которые имеют гораздо большую, чем у «карбенов Фишера», реакционную способность. С тех пор «карбены Шрока» применяются в целом ряде многотоннажных процессов – например, им является реагент Теббе для метиленирования (введения метиленовой группы) кетонов или катализатор Граббса, использующийся в метатезисе олефинов. Вольфганг А. Херманн открыл первый комплекс с мостиковым карбеновым лигандом.
В год получения Нобелевской премии (1973) Фишер, вместе со своим аспирантом Герхардом Крайсом, открыл металлокарбины, металлокоплексы с тройной связью металл-углерод. Это открытие привело в дальнейшем к пониманию важнейших производственных каталитических процессов, таких как метатезис олефинов.

## Награды, премии и членства
За всю свою жизнь Эрнст Отто Фишер получил множество наград и премий.
- 1957: Премия по химии от академии наук Гёттингена (первый лауреат)[36]
- 1959: Мемориальная премия Альфреда Штока от Немецкого химического общества[37]
- 1964: Действительный член математическо-естественнонаучного класса Баварской академии наук[38]
- 1969: Член немецкой академии естествоиспытателей «Леопольдина» в городе Халле[39]
- 1972: Почётный доктор наук Мюнхенского университета имени Людвига и Максимилиана[39][40]
- 1973: Нобелевская премия по химии[41]
- 1974: Большой крест со звездой и плечевой лентой ордена «за заслуги перед Федеративной Республикой Германия», Баварский орден «За заслуги», Премия столетия от Королевского химического общества[5]
- 1975: Почётный доктор наук университета Стратклайда (Глазго)[42]
- 1976: Член Американского химического общества – «Иностранный коллега столетия», член-корреспондент Австрийской академии наук, иностранный член национальной академии деи Линчеи[39]
- 1977: Почётный доктор наук университета Эрлангена-Нюрнберга[43], член-корреспондент академии наук Гёттингена, почётный иностранный член американской академии искусств и наук[44]
- 1978: Почётный член Общества австрийских химиков, почётный член Химического общества Италии[39]
- 1979: Почётный член Химического общества Англии[39]
- 1981: Баварский Орден Максимилиана «За достижения в науке и искусстве»[45]
- 1983: Золотые почётные монеты федеральной столицы Мюнхена, степень почётного доктора наук университета Паннонии[39]
- 1985: Почётный член Общества немецких химиков[46]
- 1987: Член-корреспондент Рейнско-Вестфальской академии наук[47]
- 1993: Золотые почётные монеты федеральной столицы Мюнхена[48]
- 1995: Баварская премия по литературе «Bayerischer Poetentaler»[49]
- 1998: Золотая медаль «München leuchtet» города Мюнхен[39]

## Память

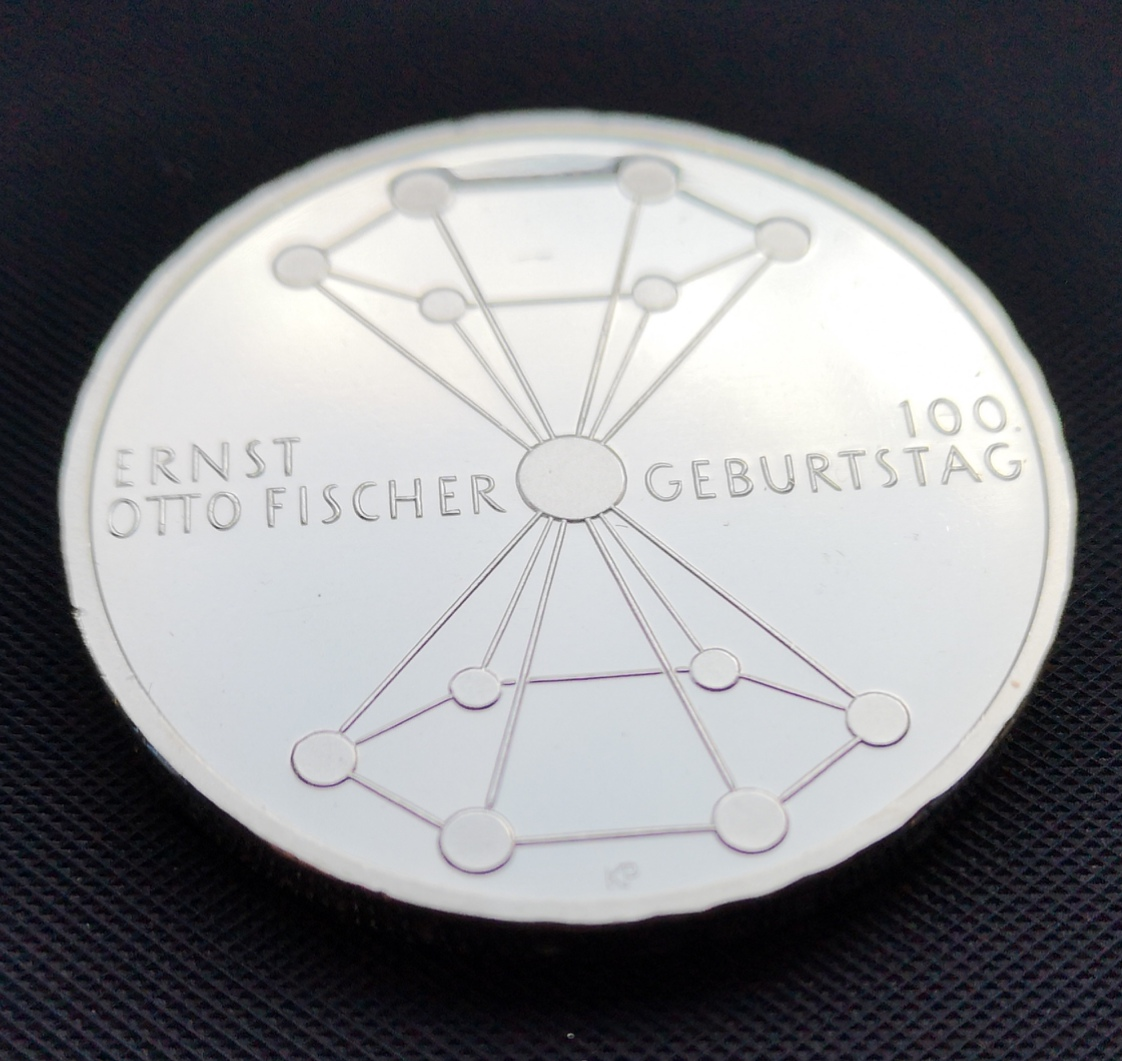
Памятные монеты номиналом 20 евро, выпущенные к 100-му дню рождения Эрнста Отто Фишера

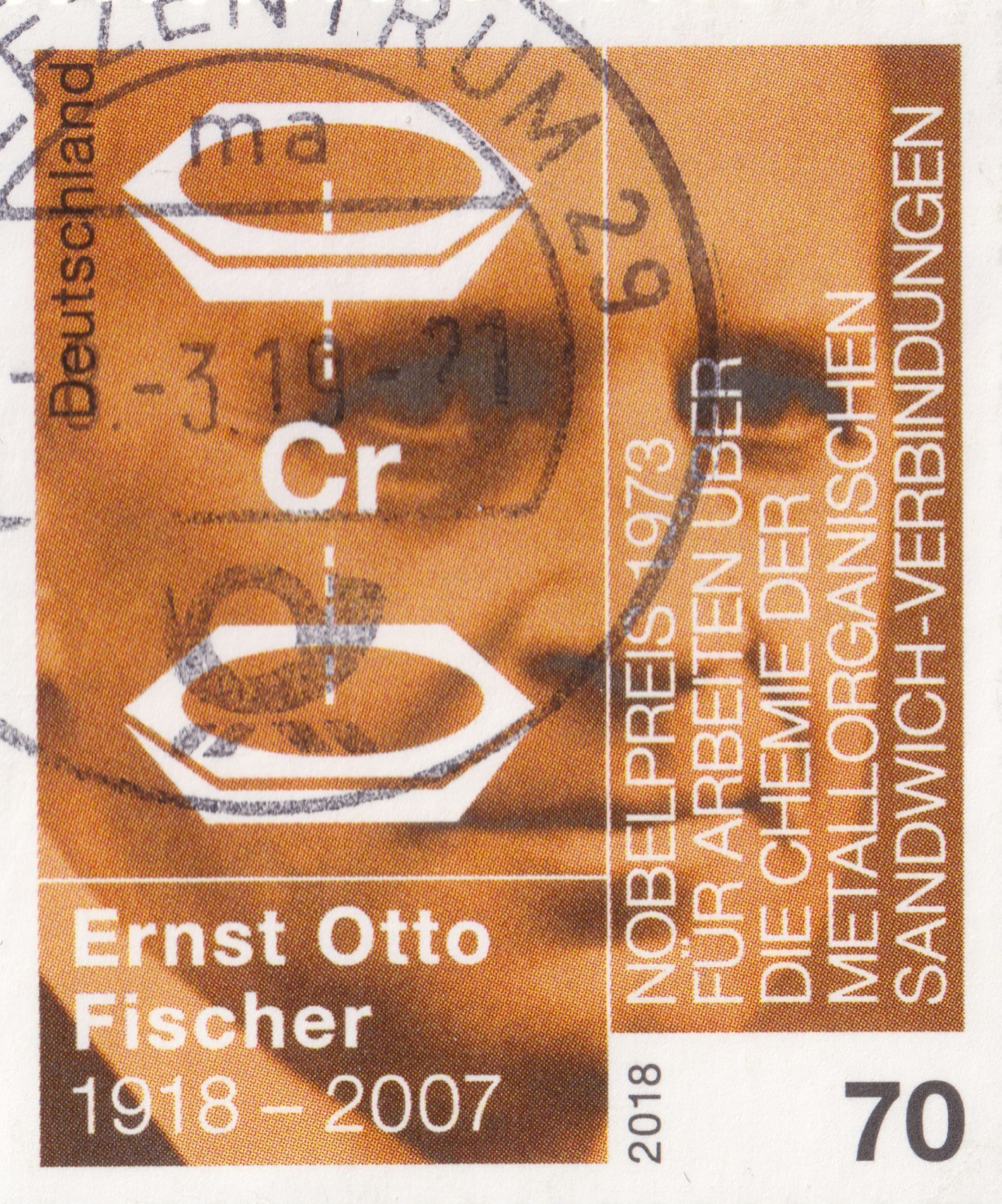
Почтовая марка Deutschen Post AG к 100-му дню рождения Эрнста Отто Фишера

Технический университет Мюнхена ввёл в 2010 году «преподавательскую премию Эрнста Отто Фишера» в качестве уникальной награды за отличия в преподавательской деятельности, а также назвал в честь него улицу в научном парке Гархинг, основном месте работы Фишера. В честь него в октябре 2012 года в Авентийской гимназии в Бургхаузене стартовала ежегодная программа по повышению квалификации преподавателей со всей Баварии, названная «семинар Э. О. Фишера». Весь баварский химический преподавательский состав имеет возможность в течение выходных слушать лекции профессоров Мюнхенского технического университета по актуальным проблемам в химии. По случаю 100-го дня рождения Фишера, в октябре 2018 года, в Германии были выпущены памятные монеты из серебряного сплава Стерлинга, номиналом 20 евро, на которых изображена структура открытого Фишером дибензолхрома и гуртовой надписью «Естественные науки – ни хорошие, ни плохие». Вместе с этим Deutsche Post AG выпустила к 100-му дню рождения Фишера аналогичные марки ценностью 70 центов. Первым разрешённым днём использования стало 2 ноября 2018 года. Эскиз, размещённый на марке, принадлежит художнику Томасу Мейеру из Берлина.

## Избранные работы
- E. O. Fischer, W. Pfab. Cyclopentadien-Metallkomplexe, ein neuer Typ metallorganischer Verbindungen // Zeitschrift für Naturforschung, 1952, v. 7, p. 377–379.
- E. O. Fischer, W. Hafner. Di-benzol-chrom. Über Aromatenkomplexe von Metallen I // Zeitschrift für Naturforschung, 1955, v. 10, p. 665–668.
- Ernst Otto Fischer. On the Road to Carbene and Carbyne Complexes // Nobelprice.org., 30. September 2018.
- Ernst Otto Fischer, Helmut Werner. Metall-π-Komplexe mit di- und oligoolefinischen Liganden. Weinheim: Chemie, 1963, DNB 451277872.
- E. O. Fischer, A. Maasböl. Zur Frage eines Wolfram-Carbonyl-Carben-Komplexes // Angewandte Chemie, 1964, v. 76, S. 645.
- Ernst Otto Fischer, Gerhard Kreis, Cornelius G. Kreiter, Jörn Müller, Gottfried Huttner, Hans Lorenz. Trans-Halogeno-alkyl(aryl)carbin-tetracarbonyl-Komplexe von Chrom, Molybdän und Wolfram–Ein neuer Verbindungstyp mit Übergangsmetall-Kohlenstoff-Dreifachbindung // Angew. Chemie, 1973, v. 85, S. 618–620.